# 鈴木洋平
鈴木洋平（日语：／ Suzuki Yōhei），日本男性動畫演出家、動畫導演。來自J.C.STAFF。

## 參加作品

### 電視動畫
2000年
- 純情房東俏房客（攝影）

2001年
- 魔法戰士李維（攝影監督）
- 小小雪精靈（攝影監督）

2002年
- 青出於藍（攝影）
- 少年偵探 ～推理之絆～（攝影監督）

2003年
- 6/17秀逗美眉（攝影監督）
- 一騎當千（攝影監督）
- 愛的魔法（攝影監督）
- 青出於藍 ～緣～（攝影）

2004年
- 光與水的女神（攝影）
- 忘却的旋律（攝影）

2005年
- 我們的仙境 ～Heartful days（分鏡、演出、警示字幕分鏡&蠟筆效果上色）
- 極上學生會（分鏡、演出）
- 增血鬼果林（分鏡、演出）

2006年
- 蜂蜜與四葉草II（演出）
- 零之使魔（分鏡、演出）
- Ghost Hunt（分鏡、演出）

2007年
- 交響情人夢（分鏡、演出）
- 零之使魔 ～雙月的騎士～（分鏡、演出、ED分鏡&演出）
- 君吻 pure rouge（分鏡、演出）

2008年
- 零之使魔 ～三美姬的輪舞～（分鏡、演出、OP分鏡&演出）
- 交響情人夢  巴黎篇（演出）
- 虎×龍！（分鏡、演出）

2009年
- 旋風管家（演出）
- 初戀限定。（分鏡、演出）
- 青之花（分鏡、演出）

2010年
- 交響情人夢 最終篇（分鏡、演出）
- 野狼大神與七位夥伴（分鏡、演出）
- 少女妖怪 石榴（分鏡、演出）

2011年
- 緋彈的亞莉亞（分鏡、演出、ED演出）
- 快盜天使雙胞胎 ～KYUNKYUN☆心跳樂園!!～（分鏡、演出）
- 灼眼的夏娜III -FINAL-（分鏡、演出）

2012年
- 零之使魔F（分鏡、演出、ED分鏡&演出）
- 少年同盟2（分鏡、演出）
- 聖靈家族 -La storia della Arcana Famiglia-（分鏡、演出）
- 校園剋星（分鏡、演出）

2013年
- 變態王子與不笑貓。（導演、OP分鏡&演出）
- 科學超電磁砲S（演出、特典OVA分鏡&演出）

2014年
- 魔女的使命（分鏡、演出）
- selector infected WIXOSS（演出）
- 修業魔女璐璐萌（分鏡）
- LOVE STAGE!!（演出）

2015年
- 下流梗不存在的灰暗世界（導演、OP分鏡&演出）
- 重裝武器（分鏡、演出）

2016年
- 齊木楠雄的災難（分鏡）
- 藍海少女！（分鏡、演出）

2017年
- 烏菈菈迷路帖（導演、分鏡、演出）
- 劍姬神聖譚 在地下城尋求邂逅是否搞錯了什麼 外傳（導演、分鏡）
- 悠久持有者！ ～魔法老師！2～（導演[1]）

2018年
- 行星與共（導演[2]、分鏡、演出）
- 叛逆性百萬亞瑟王（導演、分鏡、演出）

2019年
- 一拳超人（演出）

2021年
- 舞伎家的料理人（導演、分鏡、演出）

2023年
- 銀砂糖師與黑妖精（導演、分鏡）

2024年
- 從Lv2開始開外掛的前勇者候補過著悠哉異世界生活（演出）
- 2.5次元的誘惑（演出）
- 魔法光源股份有限公司（分鏡）

2025年
- 男女之間存在純友情嗎？（不，不存在！）（導演[3]、分鏡）

### 電影動畫
- 少女革命歐蒂娜：思春期默示錄（1999年，2D工作）
- 秋之鼓點（日语：アキの奏で）（2015年，導演）

### OVA
- 新世紀魔法少女（日语：ぷにぷに☆ぽえみぃ）（2001年，攝影監督）
- 電玩少女櫻吹雪（日语：アーケードゲーマーふぶき）（2002年，CG工作、2DCGI）
- 天翔少女（2006年，演出）
- 校園剋星EX（2014年，分鏡、演出）
- 在地下城尋求邂逅是否搞錯了什麼 OVA（2016年，導演、ED分鏡&演出）

## 相關項目
- J.C.STAFF